# Сеньковка (пункт пропуска)

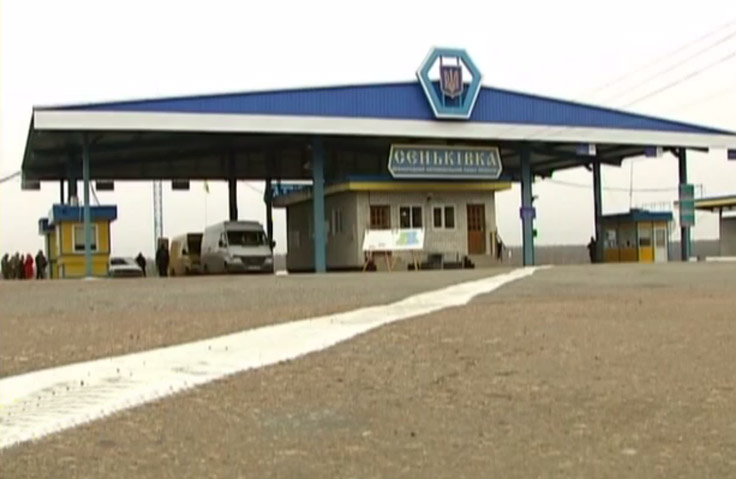
Пункт пропуска «Сеньковка»

Сеньковка — пункт пропуска через государственную границу Украины на границе с Беларусью и Россией в месте, где сходятся границы трёх стран. На пункте пропуска в 1975 году открыт «Монумент дружбы народов».
Расположен в Черниговской области, Черниговский район, вблизи одноимённого села на автодороге Н28. С белорусской стороны расположен пункт пропуска «Веселовка» на трассе в направлении Тереховки. С российской стороны расположен пункт пропуска «Новые Юрковичи» на трассе в направлении на Климово.
Вид пункта пропуска — автомобильный. Статус пункта пропуска — международный.
Тип перевозок — автомобильный, грузопассажирский.
Контроль: Пограничный, таможенный, автомобильный, санитарно-карантинный, фитосанитарный, ветеринарный.
Пункт пропуска «Сеньковка» входит в состав таможенного поста «Сеньковка» Черниговской таможни. Код пункта пропуска — 10205 03 00 (11).Телефон таможенного поста (0245) 2-75-54
В пределах пункта пропуска берёт начало река Жеведа, правый приток Цаты.

## Ссылка
- Пункты пропуска на границе с республикой Беларусь — Государственная пограничная служба (недоступная ссылка)
- Государственная пограничная служба Украины (граница с Россией) (недоступная ссылка)
- На кордоні з Республікою Білорусь (укр.). Державна прикордонна служба України (20 декабря 2021). Дата обращения: 29 декабря 2021. Архивировано 26 февраля 2022 года.